# Sauropsis
Sauropsis è un genere di pesci ossei estinto, appartenente ai pachicormiformi. Visse tra il Giurassico inferiore e il Giurassico superiore (circa 180 - 150 milioni di anni fa) e i suoi resti fossili sono stati ritrovati in Europa e a Cuba.

## Descrizione
Questo pesce predatore era di grosse dimensioni e poteva sfiorare il metro di lunghezza. Possedeva un corpo affusolato e due lunghe pinne pettorali. Rispetto ad altre forme affini, come Pachycormus, questo animale possedeva un cranio più allungato, uno scheletro assiale più rigido e pinne più strette e appuntite; la coda, inoltre, era profondamente biforcuta.

## Classificazione
Sauropsis, descritto per la prima volta da Louis Agassiz nel 1843, è un rappresentante dei pachicormiformi, un gruppo di pesci ossei vicini all'origine dei teleostei odierni. Tra i più stretti parenti di Sauropsis, sono da ricordare Saurostomus, Pachycormus e Hypsocormus. 

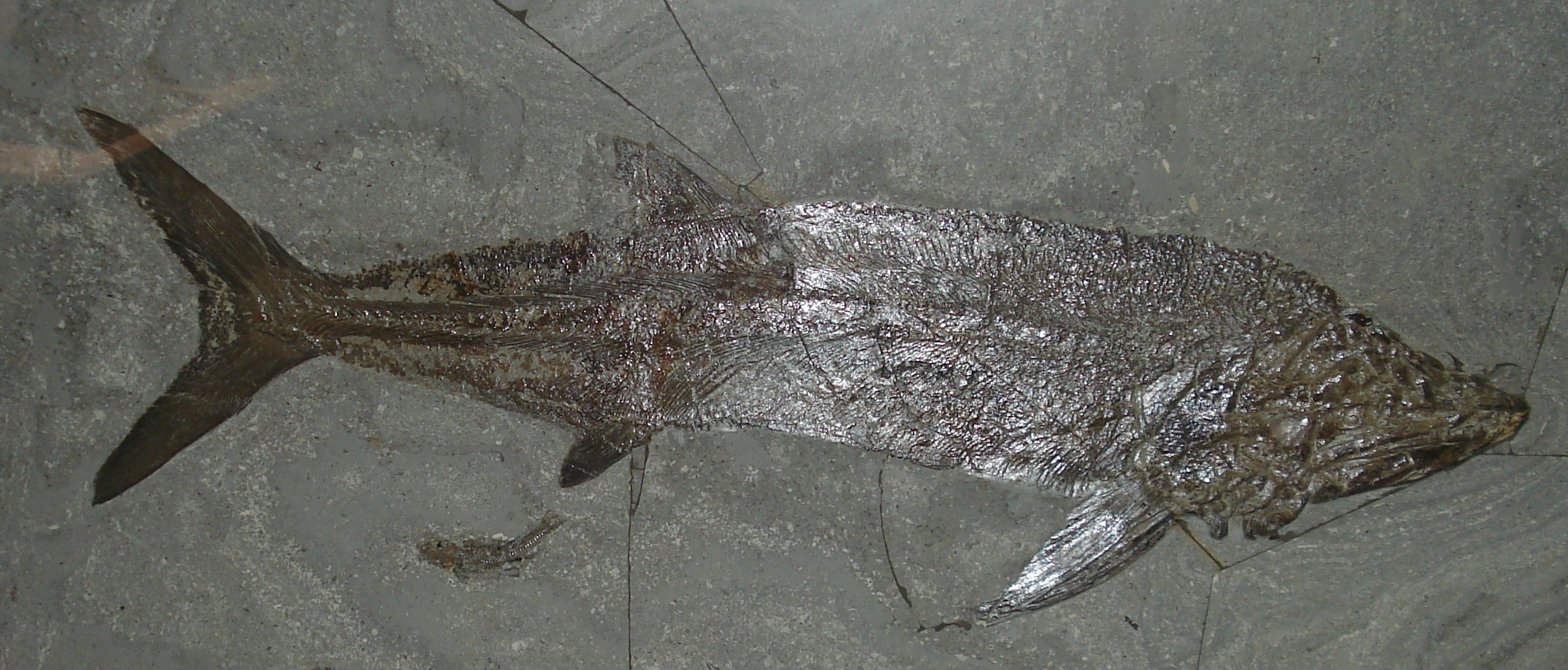
Fossile di Sauropsis veruinalis

Sauropsis è un genere di pesci piuttosto longevo, essendo sopravvissuto per più di 30 milioni di anni, dal Giurassico inferiore (Toarciano, circa 180 milioni di anni fa) al Giurassico superiore (Kimmeridgiano-Titoniano, circa 150 milioni di anni fa). Tra le specie più antiche si annoverano Sauropsis veruinalis e S. latus, la prima esclusiva della Germania (giacimento di Holzmaden) e la seconda ritrovata anche in Inghilterra. Nel Giurassico superiore il genere è noto anche in America (Cuba) con la specie S. woodwardi, ma i migliori fossili provengono ancora dalla Germania (Solnhofen), con la specie S. longimanus. 

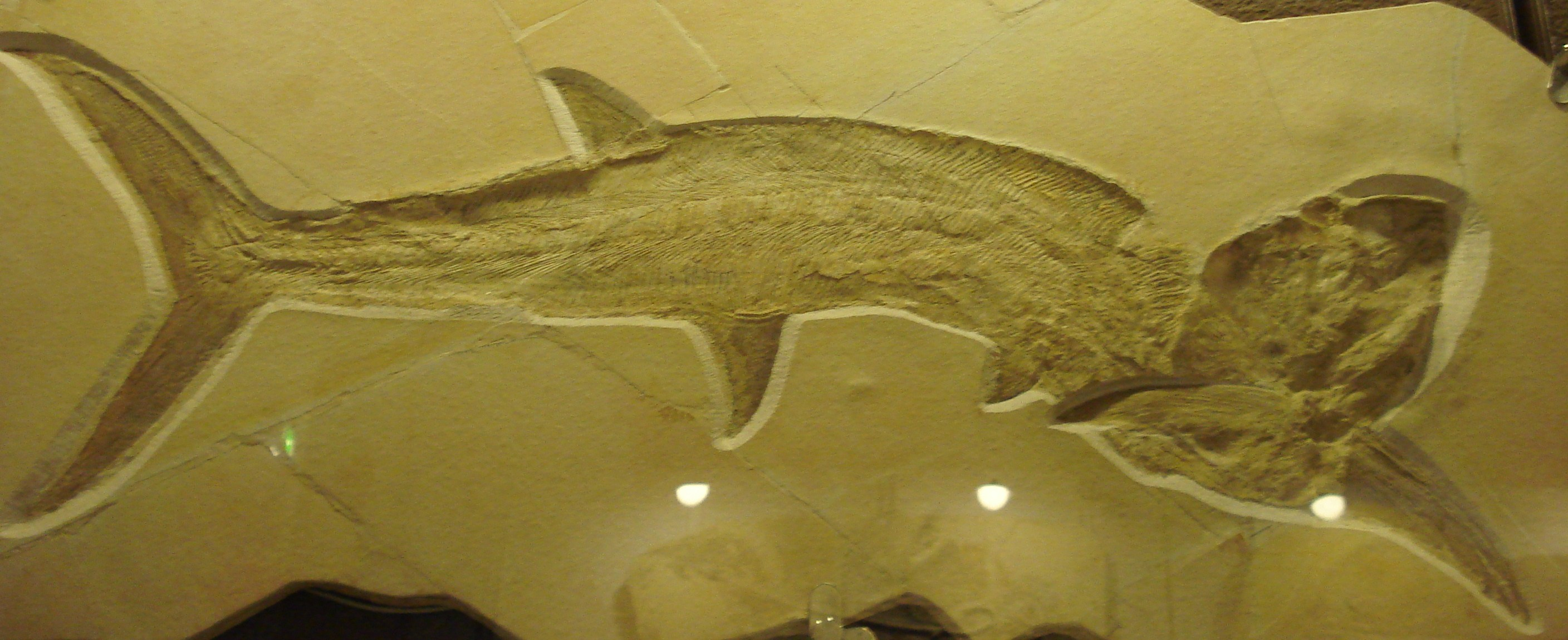
Fossile di Sauropsis longimanus

## Galleria d'immagini

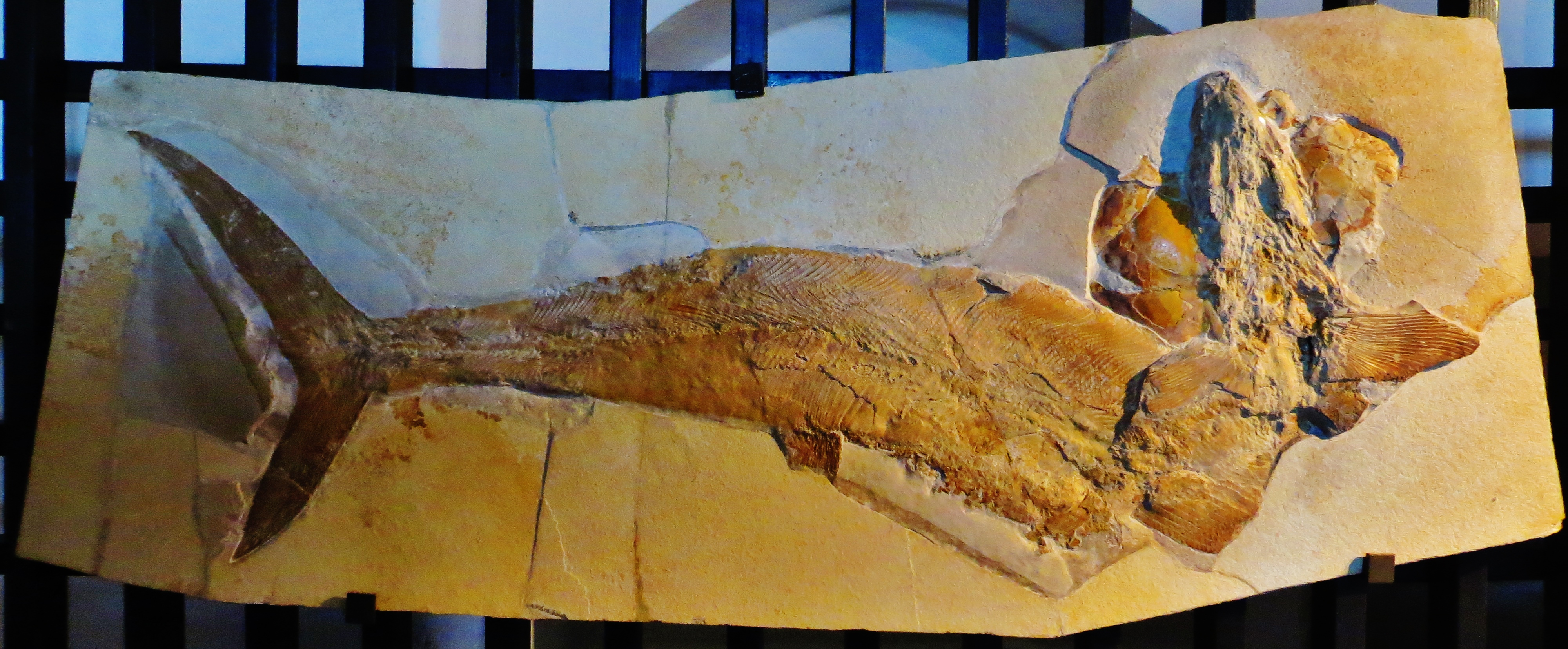
Fossile di Sauropsis sp.
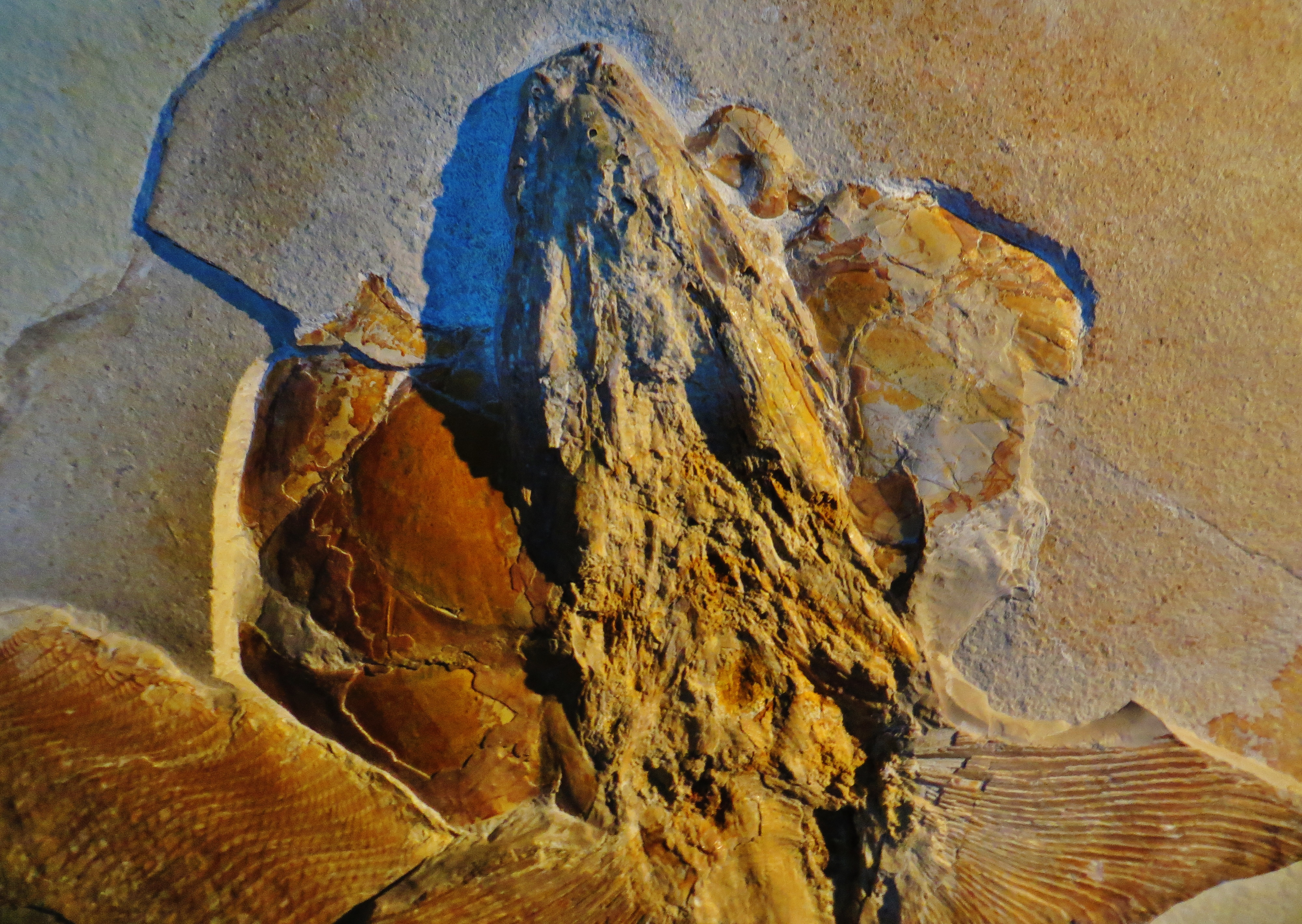
Ingrandimento del cranio di Sauropsis sp.